# Euonymus
- Commons
- Wikispecies

Evónimo ou euónimo (Euonymus L.) é um género botânico pertencente à família Celastraceae.

## Sinonímia
| - Evonymus L. - Kalonymus (Beck) Prokh. - Pragmotessara Pierre | - Pragmotropa Pierre - Quadripterygium Tardieu - Sphaerodiscus Nakai |

## Espécies
| - Euonymus alatus - Euonymus americanus - Euonymus aquifolium - Euonymus atropurpureus - Euonymus bungeanus - Euonymus chinensis - Euonymus cornutus - Euonymus echinatus - Euonymus europaeus - Euonymus fimbriatus - Euonymus fortunei - Euonymus frigidus - Euonymus glaber - Euonymus grandiflorus - Euonymus hamiltonianus - Euonymus ilicifolius - Euonymus japonicus - Euonymus kiautschovicus - Euonymus lanceolatus - Euonymus latifolius - Euonymus lucidus | - Euonymus macropterus - Euonymus melananthus - Euonymus monbeigii - Euonymus myrianthus - Euonymus nanoides - Euonymus nanus - Euonymus obovatus - Euonymus occidentalis - Euonymus oresbius - Euonymus oxyphyllus - Euonymus pauciflorus - Euonymus phellomanus - Euonymus planipes - Euonymus sachalinensis - Euonymus sanguineus - Euonymus semenovii - Euonymus tingens - Euonymus velutinus - Euonymus verrucosoides - Euonymus verrucosus - Euonymus wilsonii |

- Lista completa

## Classificação do gênero
| Sistema | Classificação                      | Referência              |
| ------- | ---------------------------------- | ----------------------- |
| Linné   | Classe Pentandria, ordem Monogynia | Genera plantarum (1754) |